# 277 Elvira
Elvira (định danh hành tinh vi hình: 277 Elvira) là một tiểu hành tinh điển hình ở vành đai chính vàn ó thuộc nhóm tiểu hành tinh Koronis.
Ngày 3 tháng 5 năm 1888, nhà thiên văn học người Pháp Auguste H. Charlois phát hiện tiểu hành tinh Elvira khi ông thực hiện quan sát ở Nice và nó có lẽ được đặt theo tên một nhân vật trong "Méditations poétiques" (1820) và "Harmonies poétiques et religieuses" (1830) của Alphonse de Lamartine.
Một nhóm các nhà thiên văn học, trong đó có Lucy D’Escoffier Crespo da Silva và Richard P. Binzel, đã sử dụng các quan sát từ năm 1998 tới năm 2000 để xác định vectơ quay tròn xếp thẳng hàng của nhóm tiểu hành tinh Koronis, trong đó có "277 Elvira". Công trình hợp tác này dẫn tới việc lập ra 61 đường cong ánh sáng quay vòng riêng mới, thêm vào các quan sát đã xuất bản trước đây.